# Septoria lamii
Septoria lamii är en svampart som beskrevs av Pass. 1878. Septoria lamii ingår i släktet Septoria och familjen Mycosphaerellaceae.   Inga underarter finns listade i Catalogue of Life.